# Grafische Cultuurprijs
De Grafische Cultuurprijs was een Nederlandse designprijs op het gebied van grafische vormgeving voor personen, bedrijven en/of instanties die een bijzondere bijdrage hebben geleverd in Nederland op grafisch-cultureel gebied.
De Grafische Cultuurprijs werd georganiseerd door de Grafische Cultuurstichting in samenwerking met de Beroepsorganisatie Nederlandse Ontwerpers BNO. De prijs is uitgereikt van 1989 tot en met 2008. In 2011 is de Grafische Cultuurstichting in samenwerking met de papiergroothandel Antalis, BNO/Pictoright, de Lenoirschuring en de tijdschriften Items, Tijdschrift voor vormgeving en Print Buyer begonnen met de uitreiking van de Nederlandse Huisstijlprijs.

## Winnaars (selectie)
- 1989. Frans Spruijt
- 1991. Koninklijke PTT Nederland
- 1993. Henk van Stokkom.
- 1994. Randstad Holding nv.
- 1999. Drukker Cor Rosbeek
- 1994. Omroepvereniging VPRO
- 1997. Pieter Brattinga
- 1998. Cor Rosbeek
- 1999. Ada Stroeve
- 2000. Stichting Schrijvers School Samenleving[2]
- 2004. Anthon Beeke[3]
- 2005. Uitgeverij De Buitenkant[4]
- 2006. Stichting [Z]OO producties
- 2008. Gemeente Eindhoven.[5]